# Cantó d'Amplepuis
El cantó d'Amplepuis era una divisió administrativa francesa del departament del Roine, situat al districte de Villefranche-sur-Saône. Comptava amb sis municipis i el cap era Amplepuis. Va desaparèixer el 2015.

## Municipis
- Amplepuis
- Cublize
- Meaux-la-Montagne
- Ronno
- Saint-Just-d'Avray
- Saint-Vincent-de-Reins

| Data d'elecció                           | Identitat           | Partit                     | Qualitat |
| ---------------------------------------- | ------------------- | -------------------------- | -------- |
| 1945-1988                                | Louis Gueydon       | Divers droite, després UDF |          |
| 1988-2001                                | Maurice Depaix      | PS                         |          |
| 2001-2015                                | Danielle Chuzeville | UDF, després centrista     |          |
| les dades anteriors no són pas conegudes |                     |                            |          |